# Popgergewci
Popgergewci (bułg. Попгергевци) – wieś w środkowej Bułgarii, w obwodzie Gabrowo, w gminie Trjawna. Miejscowość jest niezamieszkana.